# لويز أميرة الدنمارك (1726-1756)
لويز أميرة الدنمارك (بالدنماركية: Louise af Danmark)‏ (19 أكتوبر 1726 - 8 أغسطس 1756) كانت أميرة دنماركية فهي ابنة الملك كريستيان السادس ملك الدنمارك وزوجته الملكة صوفي.